# Droga wojewódzka nr 739
Droga wojewódzka nr 739 (DW739) – droga wojewódzka w województwie mazowieckim łącząca Górę Kalwarię z Osieckiem. Składa się z dwóch odcinków przedzielonych Wisłą, bez możliwości przeprawy przez rzekę.

## Miejscowości leżące przy trasie DW739
- Góra Kalwaria
- Czersk
- Ostrówik
- Brzumin
- Piwonin
- Sobienie-Jeziory
- Sobienie Szlacheckie
- Sobienki
- Osieck